# Eugenij Clodt von Jürgensburg
Eugenij Alexandrovitj Clodt von Jürgensburg (ryska: Евгений Александрович Клодт фон Юргенсбург), född 12 mars 1867 i byn Azarova, Mtsensk, Orjol oblast, Ryssland, död 26 juni 1935 i Zagorsk, Sovjetunionen, var en rysk konstnär, konsthantverkslärare och författare.

## Biografi
Eugenij Clodt von Jürgenburg tillhörde den konstnärliga släkten Clodt von Jürgensburg. Han var son till majoren Alexander Clodt von Jürgensburg (1840-72) och hans kusin och fru Vera Clodt von Jürgensburg (född 1844) och bror till målaren Nikolaj Clodt von Jürgensburg och skulptören Konstantin Alexandrovitj Clodt von Jürgensburg. Skulptören Peter Clodt von Jürgensburg var hans morfar och målaren Michail Petrovitj Clodt von Jürgensburg hans morbror. Generalen och gravören Konstantin Clodt von Jürgensburg var hans farfar och målaren Michail Konstantinovitj Clodt von Jürgensburg och Elisabeth Järnefelt var hans farbror respektive faster.
Han utbildade sig på Moskvas högskola för måleri-, skulptur- och arkitektur.
Han var chef för Staritskas museum och konstlärare i Staritsa i Tver oblast 1918-21. Därefter flyttade han till Omsk, där han undervisade på Omsks konstindustriella företag 1921-23 och på Västsibiriens regionmuseum från 1923. Han flyttade till Zagorsk 1930 och undervisade vid Moskvas konstindustriella högskola.
Han var gift i första äktenskapet med Varvara Ivanovna Lebedev (död 1933) och hade med henne bland annat sonen Alexander (1994-?). Dennes son var konstnären och författaren Georgij Clodt von Jürgenburg (1923-94). Han var i andra äktenskapet gift med Alina Stempel.